# 摆旗寨站
摆旗寨站位于中华人民共和国陕西省咸阳市渭城区秦直大道与兰池四路交叉口西北角，是西安地铁14号线的一座高架车站。该站于2019年9月29日随西安机场城际铁路同步开通运营。

## 车站结构
本站为地上二层高架侧式站台车站，站厅与出入口设于同一楼层。
- 站徽（2023年8月）
- 站厅（2022年8月）
- 往机场西站站台（2022年8月）
- 往贺韶站站台（2022年8月）

| 地上二层 站台层 | 侧式站台，右侧开门         | 侧式站台，右侧开门                                        |
| 地上二层 站台层 | 14号线往机场西（艺术中心） |                                                           |
| 地上二层 站台层 | 14号线往贺韶（长陵）       |                                                           |
| 地上二层 站台层 | 侧式站台，右侧开门         |                                                           |
| 地面 站厅层     | 站厅、出入口               | 客务中心、自动售票机、进出站闸机、长安通自助机，A-C出入口 |

## 出入口
本站共有3个出入口，现仅启用B出入口。
|      |                          |      |
| 编号 | 指引                     | 图片 |
| A    | 秦直大道、兰池四路西段   |      |
| B    | 秦直大道（西）           |      |
| C    | 秦直大道（西）、景致一路 |      |

## 历史
2020年1月30日，受2019冠状病毒病疫情影响，摆旗寨站临时关闭。
2020年3月2日，车站恢复运营。

## 接驳公交
本站附近设“摆旗寨地铁站”公交站，但无公交线路停靠。
- “摆旗寨地铁站”公交站（2023年9月）

### 车站南侧，秦直大道兰池三路口（秦直立交）

#### 西侧
| 石何杨新村 | 石何杨新村 | 石何杨新村 | 石何杨新村       | 石何杨新村 |
| 编号       | 路线       | 路线       | 路线             | 备注       |
| ---------- | ---------- | ---------- | ---------------- | ---------- |
| 1141       | 上召路     | ⇆          | 兰池三路秦渭路口 | 原 X203    |